# أوتو هيس
أوتو هيس هو لاعب كرة قاعدة سويسري، ولد في 10 أكتوبر 1878 في برن في سويسرا، وتوفي في 25 فبراير 1926 في توسان في الولايات المتحدة.

## وصلات خارجية
- أوتو هيس على موقعبيزبول رفرنس.كوم (الدوري الرئيسي) (الإنجليزية)
- أوتو هيس على موقعبيزبول رفرنس.كوم (الدوري الثانوي) (الإنجليزية)
- أوتو هيس على موقع مشجعي الرسوم البيانية (الإنجليزية)